# Surrey
Surrey – hrabstwo administracyjne (niemetropolitalne), ceremonialne i historyczne w południowo-wschodniej Anglii, w regionie South East England, położone na południe od Londynu, jedno z tzw. Home Counties.
Powierzchnia hrabstwa wynosi 1663 km², a liczba ludności – 1 132 400 (2011). Ośrodkiem administracyjnym jest Reigate (do 2020 roku było nim Kingston upon Thames, poza granicami hrabstwa, na terenie Wielkiego Londynu). Największym miastem jest Woking, innymi większymi miastami są Guildford, Walton-on-Thames, Ewell, Esher, Camberley, Redhill, Leatherhead i Epsom.
Na przeważającym obszarze Surrey ma charakter nizinny. Przez hrabstwo przebiega pasmo wzgórz North Downs.
Na północy Surrey graniczy z regionem Wielkiego Londynu, na wschodzie z hrabstwem Kent, na południowym wschodzie z East Sussex, na południu z West Sussex, na zachodzie z Hampshire a na północnym zachodzie z Berkshire.

## Podział administracyjny
W skład hrabstwa wchodzi jedenaście dystryktów:
1. Spelthorne
2. Runnymede
3. Surrey Heath
4. Woking
5. Elmbridge
6. Guildford
7. Waverley
8. Mole Valley
9. Epsom and Ewell
10. Reigate and Banstead
11. Tandridge